# Apostolische Administratur für die Gläubigen des byzantinischen Ritus in Belarus
Die griechisch-katholische Apostolische Administratur für die Gläubigen des byzantinischen Ritus in Belarus ist eine Apostolische Administratur für die mit der römisch-katholischen Kirche unierten Gläubigen des byzantinischen Ritus in Belarus.

## Geschichte
Die Entstehung der unierten katholischen Kirche in Belarus gründet auf der Union von Brest im Jahr 1596. Im Jahr 1798 entstand eine ruthenische Eparchie Minsk, die ab 1839 zwar nur sehr eingeschränkt wirksam werden konnte, formell aber nie aufgelöst wurde. Zuletzt wurde sie 1924 im Annuario Pontificio erwähnt. Der Erzbischof von Lemberg, Andrej Scheptyzkyj OSBM, errichtete 1939 ein belarussisches Exarchat, für das er von Papst Pius XII. als Apostolischer Administrator bestätigt wurde. Nachdem das Exarchat ab 1943 unbesetzt geblieben war, begann ab 1988 eine erste Reorganisation der unierten Gemeinden und deren offizielle Registrierung bei den sowjetischen Behörden.
Papst Franziskus errichtete die Administratur am 30. März 2023 neu. Zum ersten Apostolischen Administrator ernannte er den polnischen Ordenspriester Jan Sergiusz Gajek MIC, ohne ihm die Bischofswürde zu verleihen.